# ブルーマウンテン・インターナショナル・ホテルマネジメント・スクール
ブルーマウンテン・インターナショナル・ホテルマネジメント・スクール（英語: Blue Mountains Internarional Hotel Management School）は、オーストラリア、シドニーに本部を置くオーストラリアの私立大学。1991年創立、1991年大学設置。

## 概要
1991年に設立された、世界で最も大規模な大学ネットワークLaureate Education (ローリエイト・エデュケーション)のグループ校である。オーストラリアの大学でありながら、授業はスイス式ホスピタリティおよびホテルマネジメントの教育が行われ、世界各地からの留学生がホスピタリティを学ぶために集まっている。オーストラリアで初のスイス式ホスピタリティを取り入れた一番歴史の長い大学となる。オーストラレーシア地区（オーストラリア・ニュージーランド・ニューギニア島）のホテル・観光産業における国際的なホスピタリティマネジメント学校ランキングにおいて、1位にランクされている。
2016年1月にブルーマウンテン・インターナショナル・ホテルマネジメント・スクールとトレンズ大学オーストラリアと提携を結ぶ。

## キャンパス
オーストラリア国内に2ヶ所のキャンパスがある。
レウラキャンパス

シドニーから西へ1時間半、世界自然遺産グレーター・ブルーマウンテンズ地域のレウラの町にある。
シドニーキャンパス

Town Hallと呼ばれるシドニー中心部にある。

## 学部、学科
学士課程 - ビジネス学部(期間: 2.5年間)以下の専攻分野から専攻選択
- インターナショナル ホテル＆リゾートマネジメント
- インターナショナル イベントマネジメント

修士課程 (期間: 2年間)以下の専攻分野から専攻選択
- インターナショナル ホテルマネジメント
- グローバルビジネス マネジメント

## 認定機関
ブルーマウンテン・インターナショナル・ホテルマネジメント・スクールが認定を受けている機関
- オーストラリア、クイーンズランド州
- ニューイングランド基準協会（NEASC）
- 世界観光機関（UNWTO）

## 関連校
その他ローリエット・エデュケーション・グループの関連校
- ケンドール大学（アメリカ）